# Quảng Thuận
Quảng Thuận là một phường cũ thuộc thị xã Ba Đồn, tỉnh Quảng Bình, Việt Nam.

## Địa lý
Phường Quảng Thuận nằm ở phía nam thị xã Ba Đồn, ven sông Gianh và có vị trí địa lý:
- Phía đông giáp phường Quảng Phúc
- Phía tây giáp xã Quảng Văn
- Phía nam giáp huyện Bố Trạch
- Phía bắc giáp các phường Quảng Thọ và Ba Đồn.

Phường Quảng Thuận có diện tích 7,74 km², dân số năm 2019 là 7.286 người, mật độ dân số đạt 941 người/km².

## Hành chính
Phường Quảng Thuận được chia thành 8 tổ dân phố: Đình Chùa, Đồng Môn, Bến Chợ, Thuận Bài, Me Hội.; Dinh; Cầu và Cồn Két.

## Lịch sử
Trước đây, Quảng Thuận là một xã thuộc huyện Quảng Trạch.
Ngày 20 tháng 12 năm 2013, Chính phủ ban hành Nghị quyết số 125/NQ-CP. Theo đó, chuyển xã Quảng Thuận về thị xã Ba Đồn mới thành lập, đồng thời thành lập phường Quảng Thuận trên cơ sở toàn bộ 771,08 ha diện tích tự nhiên và 8.628 người của xã Quảng Thuận.
Ngày 16 tháng 6 năm 2025, Ủy ban Thường vụ Quốc hội ban hành Nghị quyết số 1680/NQ-UBTVQH15 về việc sắp xếp các đơn vị hành chính cấp xã của tỉnh Quảng Trị năm 2025. Theo đó, sắp xếp toàn bộ diện tích tự nhiên, quy mô dân số của các phường Quảng Phúc, phường Quảng Thọ, phường Quảng Thuận thành phường mới có tên gọi là phường Bắc Gianh.

## Di tích
- Đình làng Thuận Bài ( di tích Lịch sữ cấp tỉnh)
- Di tích lịch sữ Quốc gia Bến phà Gianh;
- Các di tích tín ngưỡng, thờ tự được tôn tạo, bảo tồn như; Miếu thờ Văn Thánh, Võ Thánh của Làng Thổ Ngọa; Làng Thuận Bài. Miếu Thần Nông; Miếu đôi, Đền thờ thành Hoàng Làng...v..v